# Riegel-Malterdingen
Riegel-Malterdingen (niem.: Bahnhof Riegel-Malterdingen) – stacja kolejowa w Riegel am Kaiserstuhl, w kraju związkowym Badenia-Wirtembergia, w Niemczech. Według DB Station&Service ma kategorię 5. Znajduje się na linii Mannheim – Basel.
Do 2011 roku stacja nosiła oficjalną nazwę Riegel. Zmiana nazwy nastąpiła na wniosek gminy Malterdingen.

## Położenie
Stacja kolejowa Riegel-Malterdingen znajduje się na Rheintalbahn, 2 km od centrum, a jednocześnie całkowicie w okręgu gminy Malterdingen, bezpośrednio przy Gemarkungsgrenze do Riegel.

## Linie kolejowe
- Linia Mannheim – Basel
- Linia Gottenheim – Riegel – Breisach

## Połączenia
| Rodzaj pociągu | Trasa | Takt                         |
| -------------- | --- | ---------------------------- |
| RE             | Offenburg – Lahr (Schwarzw) – Riegel-Malterdingen – Emmendingen – Freiburg (Breisgau) – Müllheim (Baden) – Weil am Rhein – Basel Bad Bf (– Basel SBB)   | co godzinę                   |
| RB             | Offenburg – Lahr (Schwarzw) – Riegel-Malterdingen – Emmendingen – Freiburg (Breisgau) (– Schallstadt – Müllheim (Baden) – Neuenburg (Baden))            | co 2 godziny                 |
| RB             | Offenburg – Lahr (Schwarzw) – Riegel-Malterdingen – Emmendingen – Freiburg (Breisgau) (– Schallstadt – Müllheim (Baden) – Weil am Rhein – Basel Bad Bf) | pojedyncze pociągi (Pon–Pią) |
| SWEG           | Riegel-Malterdingen – Riegel Ort – Endingen – Sasbach – Breisach                                                                                        | co godzinę                   |